# Agonocryptus rufithorax
Agonocryptus rufithorax là một loài tò vò trong họ Ichneumonidae.